# 莫尔加尼尿道陷窝
莫尔加尼尿道陷窝（英語：Lacunae of Morgagni），也称男性尿道陷窝、尿道舟状窝（英語：lacunae urethralis, urethrae masculinae or the crypts of Morgagni），是尿道表皮黏膜上的小型陷窝。最大的陷窝称之为大陷窝（英語：lacuna magna），位于舟状窝的上层表面。
位于尿道陷窝深处的粘液小管称之为尿道腺。莫尔加尼尿道陷窝命名来自于意大利解剖学家乔瓦尼·巴蒂斯塔·莫尔加尼。